# 56. østlige længdekreds
Den 56. østlige længdekreds (eller 56 grader østlig længde) er en længdekreds, der ligger 56 grader øst for nulmeridianen. Den løber gennem Ishavet, Europa, Asien, det Indiske Ocean, det Sydlige Ishav og Antarktis.